# Демуш Роман Романович

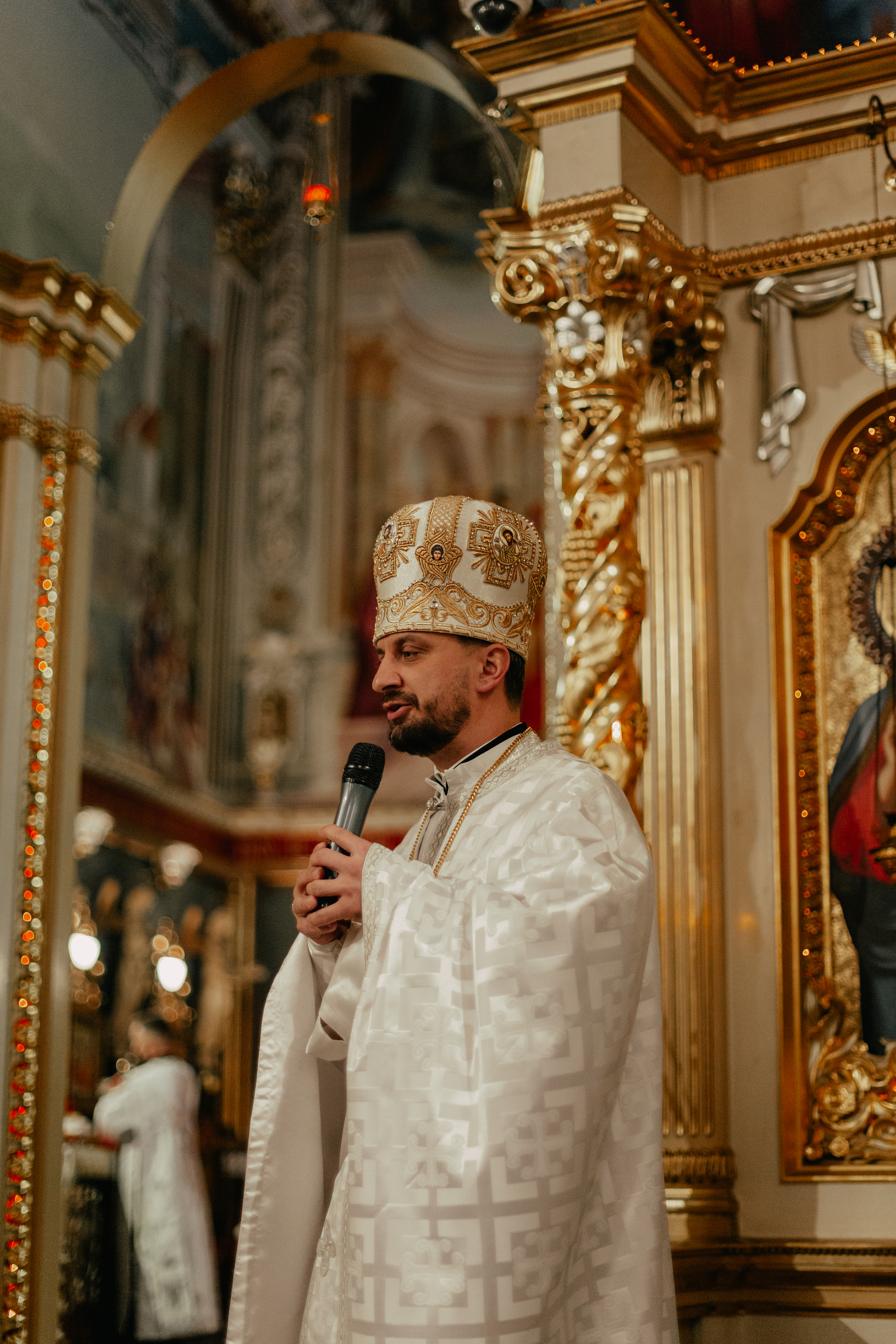
митрофорний протоієрей Роман Демуш

Роман Романович Демуш — митрофорний протоієрей, священник УГКЦ, заступник голови Патріаршої комісії у справах Молоді УГКЦ, священнослужитель Архикатедрального Собору Непорочного Зачаття Пресвятої Богородиці м.Тернополя, громадський діяч, волонтер, молодіжний працівник.

## Життєпис
Народився 2 грудня 1986 року у місті Тернополі, в робітничій сім'ї. Син Романа та Ольги. 
Одружений. Дружина — Анна Демуш (Богак). Син Марко Демуш.

### Освіта
У 1993 році почав навчання у Тернопільській ЗОШ №26. У 1996 році в зв'язку з сімейними обставинами переїхав на постійне місце проживання у місто Бережани, де у 2004 році успішно завершив ЗOШ № 3.
2004—2009 — належав до Згромадження отців Салезіян. Пройшов вишкіл у Турині та Бреші (Італія). У 2009 році здобув ступінь бакалавра філософії у Папському Салезіянському Університеті. 
2008 —2013 роки — навчання в Львівському Національному Університеті ім. Івана Франка на філологічному факультеті.
У 2010-2014 роках - продовжив навчання у Тернопільсъкій Вищій Духовній Семінарії ім. Патріарха Йосифа Сліпого, де здобув ступінь бакалавра богословських дисциплін. 
У 2014-2017 роках з благословення Архиєпископа i Митрополита Кир Василія - навчався на вищих студіях у Римі у Папському Салезіянському Університеті на факультеті філософії. Тема ліцензіатської дисертації: «Любов - як реставрація всеєдності людської особи в філософській думці В.С. Соловйова».

### Діяльність
У 2000—2004 роках — гопова спільноти УМХ (KXB) при парафії Пресвятої Тройці м. Бережани, на котрій зростав та виконував функції прислуговуючого, належачи до парафіяльної Вівтарної Дружини. Учасник та ініціатор культурно—просвітницьких заходів у школі на пapaфії та в місті. 3 2002 року — провідник літніх парафіяльних таборів «Beceлi Канікули з Богом», що згодом розповсюдили свою діяльність на території єпapxiï.
У 2011 році — автор першого україномовного посібника для проведення літніх дитячих таборів Beceлi Канікули з Богом — «В Контакті з Богом», що вийшло у видавництві «Дон Боско».
У 2010-2014 роках, з благословення Архиєпископа i Митрополита Кир Василія, відповідальний за проведення літніх дитячих християнських таборів у Тернопільсько-Зборівській Apxиєпархії. У 2012 році - співзасновник Школи Християнського Аніматора. У 2014 році натхненник та засновник творчої групи «Анімотор». 3 2012 року - співорганізатор Молодіжних Прощ в Зарваницю, в рамках творення Єдиного Молодіжного Простору.
З 2014 року співзасновник та співорганізатор молодіжного християнського фестивалю "Вітер на-Дії".
2015 - 2016 роки - Префект студентів Папської Української Koлeгії св. Йосафата в Римі.
3 2016 року викладач філософських дисциплін в Тернопільській Вищій Духовній Семінарії ім. Патріарха Й. Сліпого.
3 2017 року лектор Навчально-інтерактивного курсу для священників «MAПa» при Комісії у справах Молоді УГКЦ, та реалізатор багатьох проектів під патронатом цієї комісії.
З 2017 року провадить низку євангелізаційних проєктів у соціальних мережах.
21 вересня 2017 року — рукоположений в диякони Владикою Теодором (Мартинюком). 14 жовтня 2017 року — отримав священничі свячення в Соборі Зарваницької Божої Матері через рукоположення Високопреосвященного Архиєпископа i Митрополита Тернопільсько- Зборівського Кир Василія (Семенюка). 31 жовтня 2017 року отримав грамоту на служіння сотрудником при Архикатедральному Соборі Непорочного Зачаття Пресвятої Богородиці м. Тернополя.
Капелан молодіжної Спільноти «Діяння Апостолів», та співорганізатор багатьох молодіжних проектів та ініціатив.
3 2018 року започаткував проект душпастирства в інтернеті, де веде свій блог в соціальній мережі Інстаграм.
3 листопада 2020 року Декретом Блаженнішого Святослава (Шевчука) призначений заступником голови Koмicії УГКЦ у справах молоді.

## Нагороди
4 грудня нагороджений Тернопільською Обласною Державною Адміністрацією та подячною Грамотою Міського Голови м. Тернополя «За Волонтерську Діяльність».
Також отримав відзнаку Тернопільської міської ради.
Також отримав [Відзнака Тернопільського міського голови]
Грамотою Архиєпископа і Митрополита Тернопільсько-Зборівського Кир Василія (Семенюка)  від 21 вересня 2023 року, нагороджений правом носити Нагрудний Золотий Хрест з прикрасами.

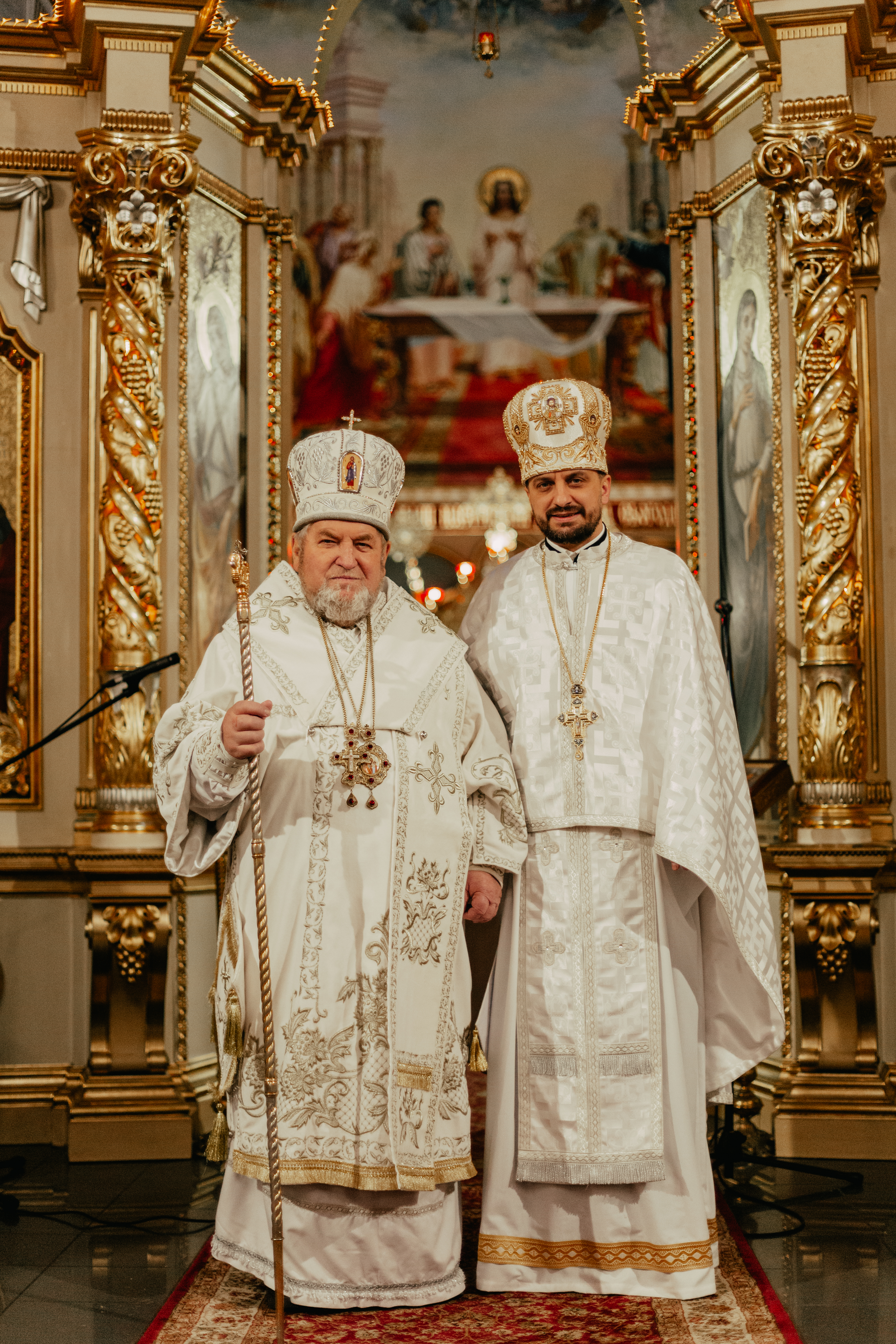
Архиєпископ і Митрополит Василій (Семенюк) з митрофорним протоієреєм Романом Демушом, Празник Різдва ГНІХ, 25.12.2023

Декретом Блаженішого Патріярха Святослава (Шевчука) від 22 листопада 2023 року, іменований Митрофорним Протоїєреєм, з правом ноити митру.